# Cyrtanthus junodii
Cyrtanthus junodii là một loài thực vật có hoa trong họ Amaryllidaceae. Loài này được Beauverd mô tả khoa học đầu tiên năm 1907.